# Marquard Sebastian Schenk von Stauffenberg

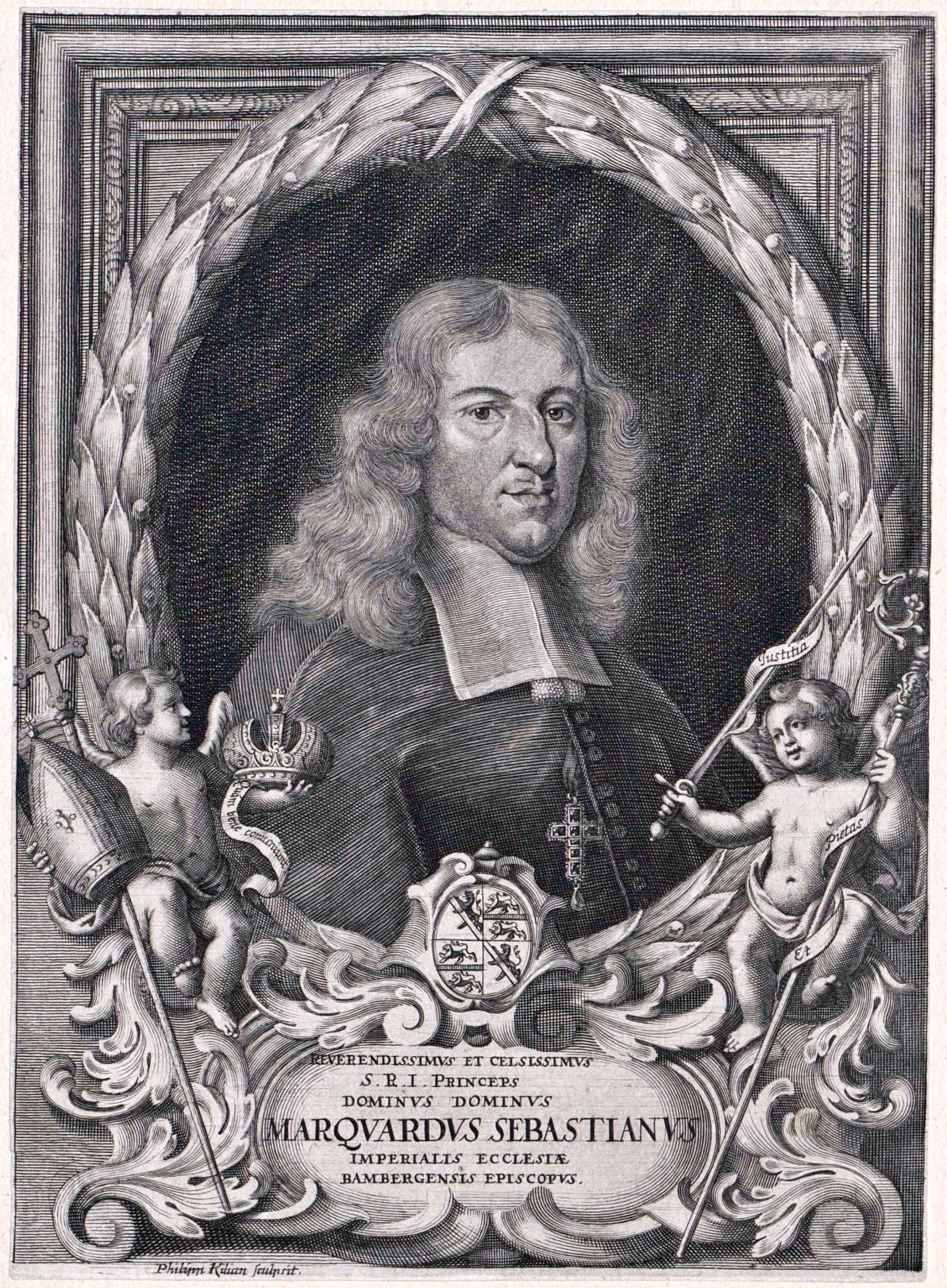
Marquard Sebastian Schenk von Stauffenberg

Marquard Sebastian Schenk von Stauffenberg (* 14. Mai 1644; † 9. Oktober 1693) war von 1683 bis 1693 Fürstbischof von Bamberg. Er entstammte dem schwäbischen Geschlecht der Schenken von Stauffenberg und war Domherr von Bamberg, Würzburg und Augsburg.

## Leben und Wirken
Marquard Sebastian Schenk von Stauffenberg wurde unter Papst Innozenz XI. und Kaiser Leopold I. im Jahr 1683 zum Fürstbischof von Bamberg gewählt. Er war auch Domkantor in Bamberg, förderte die Jesuiten und gründete ein geistliches Bauamt, das Beiträge aus Pfarreien einnahm und Zuschüsse bei Kirchenbauten gab. Er kaufte und restaurierte Schloss Greifenstein in der Fränkischen Schweiz und errichtete Schloss Seehof. Die beauftragte Erweiterung der Giechburg erlebte er nicht mehr.
Sein Herz wurde in der Kirche des Franziskanerklosters St. Anton im Schottenhof, sein Leichnam im Bamberger Dom bestattet.